# Krasne (Mazovie)
Pour les articles homonymes, voir Krasne.
Krasne (prononciation : [ˈkrasnɛ]) est un village polonais de la gmina de Krasne dans le powiat de Przasnysz de la voïvodie de Mazovie dans le centre-est de la Pologne.
Le village est le siège administratif (chef-lieu) de la gmina appelée gmina de Krasne.
Il se situe à environ 13 kilomètres au sud-est de Przasnysz (siège du powiat) et à 79 kilomètres au nord de Varsovie (capitale de la Pologne).
Le village compte approximativement une population de 1 000 habitants.

## Histoire
De 1975 à 1998, le village appartenait administrativement à la voïvodie de Ciechanów.